# Jeffrey Buis
Jeffrey Buis (* 27. Dezember 2001 in Meppel) ist ein niederländischer Motorradrennfahrer.

## Statistik

### Erfolge
- 2020 – Supersport-300-Weltmeister
- 2023 – Supersport-300-Weltmeister

### In der Supersport-Weltmeisterschaft
(Stand: Saisonende 2022)
| Saison | Team                              | Motorrad              | Rennen | Siege | Zweiter | Dritter | Poles | Schn. Runden | Punkte | Ergebnis |
| ------ | --------------------------------- | --------------------- | ------ | ----- | ------- | ------- | ----- | ------------ | ------ | -------- |
| 2021   | G.A.P. Motozoo Racing by Puccetti | Kawasaki Ninja ZX-6 R | 4      | –     | –       | –       | –     | –            | 2      | 46.      |
| 2022   | Motozoo Racing by Puccetti        | Kawasaki Ninja ZX-6 R | 18     | –     | –       | –       | –     | –            | 0      | 40.      |
| Gesamt | Gesamt                            | Gesamt                | 22     | 0     | 0       | 0       | 0     | 0            | 2      |          |

### In der Supersport-300-Weltmeisterschaft
(Stand: 13. April 2025)
| Saison | Team                          | Motorrad           | Rennen | Siege | Zweiter | Dritter | Poles | Schn. Runden | Punkte | Ergebnis    |
| ------ | ----------------------------- | ------------------ | ------ | ----- | ------- | ------- | ----- | ------------ | ------ | ----------- |
| 2019   | MTM Racing Team               | Kawasaki Ninja 400 | 9      | –     | –       | –       | –     | –            | 25     | 14.         |
| 2020   | MTM Racing Team               | Kawasaki Ninja 400 | 14     | 4     | 3       | 1       | 1     | 2            | 221    | Weltmeister |
| 2021   | MTM Racing Team               | Kawasaki Ninja 400 | 16     | 3     | –       | 2       | –     | 1            | 174    | 3.          |
| 2023   | MTM Racing Team               | Kawasaki Ninja 400 | 16     | 4     | 1       | 2       | 1     | 1            | 207    | Weltmeister |
| 2024   | Freudenberg KTM WorldSSP Team | KTM RC 390 R       | 13     | 2     | 1       | –       | –     | –            | 132    | 5.          |
| 2025   | Freudenberg KTM WorldSSP Team | KTM RC 390 R       | 4      | 3     | –       | –       | –     | 1            | 75     | 1.          |
| Gesamt | Gesamt                        | Gesamt             | 72     | 16    | 5       | 5       | 2     | 4            | 804    |             |

### In der IDM-Supersport 300
| Saison | Motorrad      | Rennen | Siege | Zweiter | Dritter | Poles | Schn. Runden | Punkte | Ergebnis |
| ------ | ------------- | ------ | ----- | ------- | ------- | ----- | ------------ | ------ | -------- |
| 2018   | Yamaha YZF-R3 | 12     | –     | –       | 1       | –     | –            | 105    | 4.       |
| 2019   | Yamaha YZF-R3 | 6      | –     | 2       | –       | –     | –            | NC     | NC       |
| Gesamt | Gesamt        | 18     | 0     | 2       | 1       | 0     | 0            | 105    |          |